# Waterlogic
Waterlogic, 1992 gegründet, ist ein Distributor von Trinkwasseraufbereitungs- und Schankanlagen.
Waterlogic hat seinen Hauptsitz in Maidenhead und beschäftigt rund 1.500 Mitarbeiter weltweit in Niederlassungen in Europa, Amerika, Asien und Australien.

## Geschichte
Waterlogic wurde 1992 im Vereinigten Königreich vom derzeitigen CEO Jeremy Ben David gegründet. 2011 wurde der Börsegang abgewickelt. 2015 wurde Waterlogic von Castik Capital übernommen. Die Akquisition erfolgte über die Gesellschaft Poseidon Bidco, die dazu von dem von Castik verwalteten EPIC-Fonds neu gegründet wurde.

## Produktion
Waterlogic stellt Wasserkühler und -sprudler-Geräte her, die an die bestehende Trinkwasserleitung angeschlossen werden. Diese können kaltes, warmes, stilles und mit Kohlensäure versetztes Wasser spenden. Einige Geräte enthalten zudem einen Aktivkohlefilter, eine UV-Lampe und Plastikoberflächen mit einer Silberionenbeimischung, um Keim- und Mikrobenenaufwuchs zu hemmen.
Waterlogic produziert in einer chinesischen Fabrik in Qingdao mit rund 200 Angestellten.

## Vertrieb in Deutschland
In Deutschland ist die  2001 gegründete Waterlogic GmbH in Bietigheim-Bissingen Vertriebspartner und Sponsor des Tischtennisvereins Borussia Düsseldorf.